# Johann August Ernesti

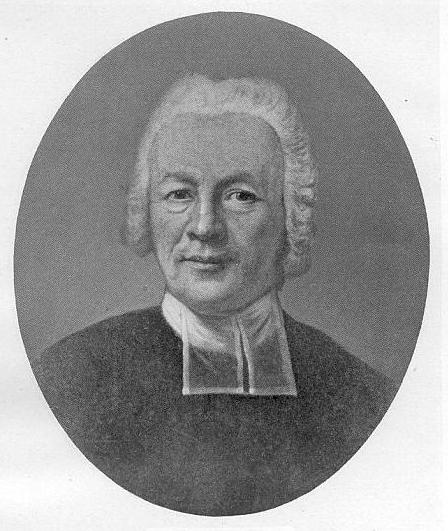
Johann August Ernesti.

Johann August Ernesti (4 de agosto de 1707-11 de septiembre de 1781) fue un teólogo racionalista y un filólogo clásico alemán. Nació en Bad Tennstedt en Turingia, donde su padre era pastor, además de ser superintendente de las diócesis de Turingia, Salz y Sangerhausen. A la edad de dieciséis años fue enviado a la célebre escuela sajona de Schulpforta. A los veinte ingresó en la Universidad de Wittenberg y después estudió en la Universidad de Leipzig. En 1730 se hizo profesor en la facultad de filosofía, siendo uno de sus alumnos más destacados el Barón von Grimm. 
Ernesti es conocido por la agria disputa que mantuvo con Johann Sebastian Bach. Bach, que era el Kantor o director musical de la ciudad de Leipzig desde 1722, había visto cómo su relación con la corporación municipal comenzaba a deteriorarse a partir de 1728. Cuando en 1730 Ernesti accedió al cargo de profesor de filosofía en la Universidad de Leipzig, se pronunció públicamente y de manera muy vehemente a favor de reducir la importancia de la música en las escuelas de la ciudad y, en general, de mermar las atribuciones del Kantor, Bach. La disputa entre ambos fue creciendo, pues evidentemente Bach no estaba dispuesto a ello, y además ambos poseían caracteres muy fuertes y visiones musicales encontradas; a raíz de esto, Bach comenzaría a abandonar parte de sus obligaciones docentes y la composición de música sacra. Al final, el asunto se resolvió cuando el elector de Sajonia y también rey de Polonia intervino a favor de Bach, sellando su prestigio con el nombramiento de Compositor de la Corte de Polonia. El hecho de que Bach hubiera involucrado en una disputa tan local y pequeña al Rey de Sajonia escandalizó a Ernesti y al resto de la comunidad académica de Leipzig. Ernesti seguiría siendo su enemigo y denostaría la música de Bach.

## Obras sobre literatura clásica
- Initia doctrinae Solidioris (1736)
- Initia rhetorica (1730)
- Ediciones, en su mayoría anotadas por Ernesti, de:
  - Jenofonte Memorabilia (1737)
  - Cicerón (1737-1739)
  - Suetonio (1748)
  - Tácito (1752)
  - Las nubes de Aristófanes (1754)
  - Homero (1759-1764)
  - Calímaco (1761)
  - Polibio (1764)
  - La Quaestura de Corradus
  - El léxico griego de Benjamin Hedericus
  - La biblioteca Latina de Fabricius (sin terminar)
  - Archaeologia lideraría (1768)
  - Horatius Tursellinus De particulis (1769)

## Obras sobre la literatura sagrada
- Antimuratorius sive confutatio disputationis Muratorianae de rebus liturgicis (1755-1758)
- Neue theologische Biblioteca (1760-1769)
- Institutio interpretis Nov. Test. (3ª ed., 1775)
- Neueste theologische Biblioteca (1771-1775).

Además de éstas, publicó más de un centenar de obras menores, muchas de las cuales se han recogido en las tres siguientes publicaciones: 
- Opuscula oratoria (1762)
- Opuscula philologica et critica (1764)
- Opuscula theologica (1773).